# Droujina (République de Sakha)
Pour les articles homonymes, voir Droujina.
Droujina (en russe : Дружина) est un village russe, situé dans la République de Sakha (en Sibérie). Il est situé sur le fleuve Indiguirka, à 1 000 km au nord-est de Iakoutsk.
Fondé en 1938, c'est l'ancien centre administratif de l'oulous d'Abyï. Les fréquentes inondations ont poussé au déplacement du centre administratif du district vers Belaïa Gora, à 50 km en aval, en 1974. Droujina est rattaché à la ville de Belaïa Gora depuis 1998.